# Paramongoma
Paramongoma is een ondergeslacht van het geslacht van insecten Trentepohlia binnen de familie steltmuggen (Limoniidae).

## Soorten
Deze lijst van 51 stuks is mogelijk niet compleet.
- T. (Paramongoma) aequivena (Alexander, 1980)
- T. (Paramongoma) albitarsis (Doleschall, 1857)
- T. (Paramongoma) amatrix (Alexander, 1942)
- T. (Paramongoma) banahaoensis (Alexander, 1930)
- T. (Paramongoma) bromeliadicola (Alexander, 1912)
- T. (Paramongoma) bromeliae (Alexander, 1969)
- T. (Paramongoma) calliope (Alexander, 1944)
- T. (Paramongoma) concumbens (Alexander, 1942)
- T. (Paramongoma) conscripta (Alexander, 1949)
- T. (Paramongoma) cubitalis (Alexander, 1931)
- T. (Paramongoma) chionopoda (Alexander, 1931)
- T. (Paramongoma) chiriquiana (Alexander, 1934)
- T. (Paramongoma) disparilis (Alexander, 1944)
- T. (Paramongoma) ditzleri (Alexander, 1947)
- T. (Paramongoma) dominicana (Alexander, 1947)
- T. (Paramongoma) extensa (Alexander, 1913)
- T. (Paramongoma) faustina (Alexander, 1945)
- T. (Paramongoma) femorata (Alexander, 1921)
- T. (Paramongoma) flavella (Alexander, 1921)
- T. (Paramongoma) fuscipes (Alexander, 1921)
- T. (Paramongoma) fuscistigmosa (Alexander, 1960)
- T. (Paramongoma) fuscolimbata (Alexander, 1950)
- T. (Paramongoma) geniculata (Alexander, 1914)
- T. (Paramongoma) laudabilis (Alexander, 1942)
- T. (Paramongoma) leucoxena (Alexander, 1914)
- T. (Paramongoma) longifusa (Alexander, 1913)
- T. (Paramongoma) lucrifera (Alexander, 1936)
- T. (Paramongoma) luteola (Alexander, 1956)
- T. (Paramongoma) manca (Williston, 1896)

- T. (Paramongoma) mera (Alexander, 1926)
- T. (Paramongoma) metatarsata (Alexander, 1915)
- T. (Paramongoma) montivaga (Alexander, 1949)
- T. (Paramongoma) neogama (Alexander, 1943)
- T. (Paramongoma) nigeriensis (Alexander, 1920)
- T. (Paramongoma) niveitarsis (Alexander, 1913)
- T. (Paramongoma) pallida (Williston, 1896)
- T. (Paramongoma) pallidistigma (Alexander, 1971)
- T. (Paramongoma) pallilutea (Alexander, 1975)
- T. (Paramongoma) pallipes (Alexander, 1914)
- T. (Paramongoma) perpendicularis (Alexander, 1956)
- T. (Paramongoma) petulans (Alexander, 1937)
- T. (Paramongoma) pusilla (Edwards, 1927)
- T. (Paramongoma) ramisiana (Riedel, 1914)
- T. (Paramongoma) roraimicola (Alexander, 1935)
- T. (Paramongoma) sororcula (Alexander, 1919)
- T. (Paramongoma) suberrans (Alexander, 1979)
- T. (Paramongoma) subleucoxena (Alexander, 1940)
- T. (Paramongoma) suffuscipes (Alexander, 1947)
- T. (Paramongoma) tatei (Alexander, 1960)
- T. (Paramongoma) tethys (Alexander, 1949)
- T. (Paramongoma) tucumana (Alexander, 1936)